# Landschaftsschutzgebiet Agrarbereiche entlang des Hoinkhauser Bachtales
Das Landschaftsschutzgebiet Agrarbereiche entlang des Hoinkhauser Bachtales mit 365,28 ha Flächengröße liegt in der Stadt Rüthen im Kreis Soest. Das Gebiet wurde 1997 mit dem Landschaftsplan II Erwitte/Anröchte durch den Kreistag als Landschaftsschutzgebiet (LSG) ausgewiesen. Das LSG liegt südlich von Hoinkhausen. Das LSG grenzt direkt an den Siedlungsbereich. Das Naturschutzgebiet Talsystem der Pöppelsche mit Hoinkhauser Bach trennt das LSG in drei Teilflächen.

## Beschreibung
Das LSG umfasst kleinere Waldbereiche und Offenlandbereiche mit Grünland und Acker. Der Hoinkhauser Bach fließt im Naturschutzgebiet Talsystem der Pöppelsche mit Hoinkhauser Bach.

## Schutzzweck
Die Ausweisung erfolgte wie bei anderen LSGs im Landschaftsplangebiet zur Erhaltung oder Wiederherstellung  der Leistungsfähigkeit des Naturhaushaltes; wegen der Vielfalt, Eigenart oder Schönheit des Landschaftsbildes oder wegen ihrer besonderen Bedeutung für die Erholung.

## Rechtliche Vorschriften
Wie in den anderen Landschaftsschutzgebieten im Landschaftsplangebiet besteht im LSG ein Verbot, Bauwerke zu errichten. Die Untere Naturschutzbehörde kann Ausnahme-Genehmigungen für Bauten aller Art erteilen. Wie in den anderen Landschaftsschutzgebieten besteht im LSG ein Verbot, Weihnachtsbaum-, Schmuckreisig- und Baumschul-Kulturen anzulegen. Es auch verboten, Bäume, Sträucher, Hecken, Feld- oder Ufergehölze zu beseitigen oder zu schädigen.